# Josef Navrátil (příslušník finanční stráže)
Josef Navrátil (19. února 1908 Sudkov – 2. října 1938 Rychnov nad Kněžnou) byl dozorcem československé finanční stráže, příslušníkem Stráže obrany státu a obětí nacismu.

## Život
Josef Navrátil se narodil 19. února 1908 v Sudkově na Šumpersku. Vojenskou prezenční službu absolvoval mezi lety 1929 a 1931 u hraničářského praporu 7 ve Frývaldově. V roce 1933 byl přijat do řad Finanční stráže Československé republiky, přičemž zpočátku v Praze u potravinové daně. V březnu 1934 byl přeřazen na oddělení finanční stráže v Nové Vsi v Orlických horách, v prosinci 1937 byl převelen na oddělení v nedalekých Bartošovicích. V době vyhrocování vztahů se sudetskými Němci a sousedním nacistickým Německem byl zařazen do Stráže obrany státu. Během částečné mobilizace v březnu 1938 působil jako motospojka, během všeobecné mobilizace v září téhož roku jako zástupce velitele družstva rychnovského praporu Stráže obrany státu. Ještě předtím zažádal o sňatek s Amálií Klimešovou, žádost byla kladně vyřízena 29. srpna 1938, datum sňatku stanoveno na 1. října 1938. Dne 25. září 1938 konal hlídku ve Vrchní Orlici, během které byl ze zálohy postřelen do plic příslušníkem Sudetoněmeckého sboru dobrovolníků. Projektil prošel nejprve pažbou jeho pušky, tím se deformoval a způsobil tak závažnější následky. Zraněním Josef Navrátil podlehl v neděli 2. října, den po datu plánované svatby. Pohřben byl v rodném Sudkově

## Vyšetřování vraždy Josefa Navrátila
Jediné vodítko k určení vraha Josefa Navrátila uvedl v poválečném vyšetřování Jindřich Herman ze Zaječin, který za druhé světové války pracoval v truhlárně v Bartošovicích. Jemu a dalším zaměstnancům truhlárny se k činu přiznal jejich další spolupracovník Willy Pötter bydlištěm ve Vrchní Orlici čp. 71, který měl již v té době povolávací rozkaz do Wehrmachtu. Jeho další osudy jsou neznámé a další vyšetřování tak nebylo úspěšné.

## Pomník Josefa Navrátila

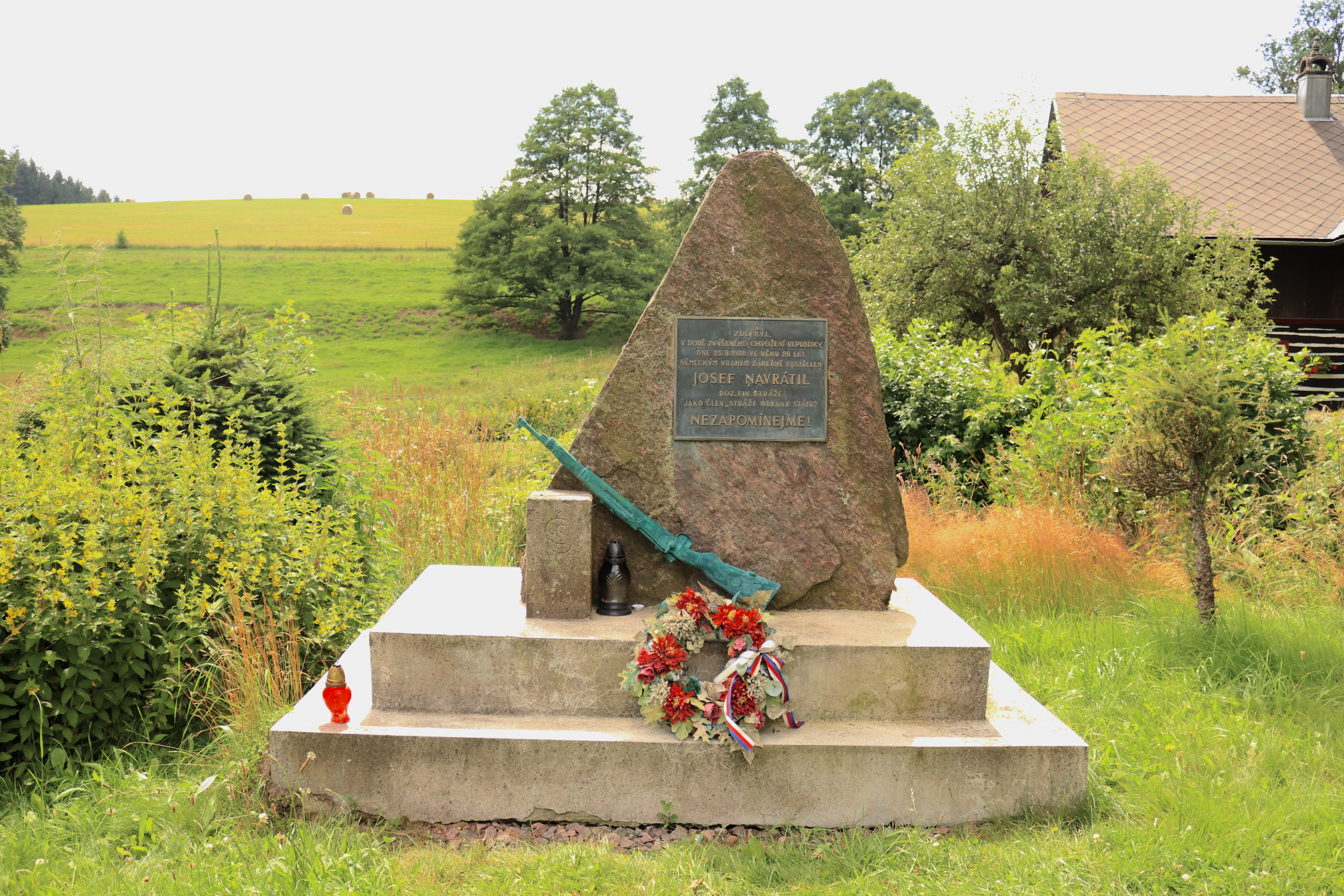
Pomník Josefa Navrátila v novém umístění ve Vrchní Orlici

Slavnostní odhalení pomníku Josefa Navrátila v místě jeho smrtelného postřelení ve Vrchní Orlici proběhlo 6. července 1946. Pomník podle návrhu Antonína Militkého byl umístěn asi 300 metrů od soutoku s Divoké Orlice proti proudu potoka Hadince. Po vysídlení německých obyvatel došlo v padesátých letech dvacátého století k praktickému zániku obce Vrchní Orlice a okolí pomníku se stalo bažinou a zarostlo náletovými dřevinami, hrozilo jeho podemletí. V roce 1997 vznikla iniciativa na jeho přemístění a vylepšení, ke kterému došlo během roku 1998. Současné umístění pod kostelem svatého Jana Nepomuckého je asi o 150 metrů výše proti proudu potoka od umístění původního. Slavnostní znovuodhalení proběhlo 26. září 1998 k šedesátému výročí incidentu.